# Fernando de Herrera

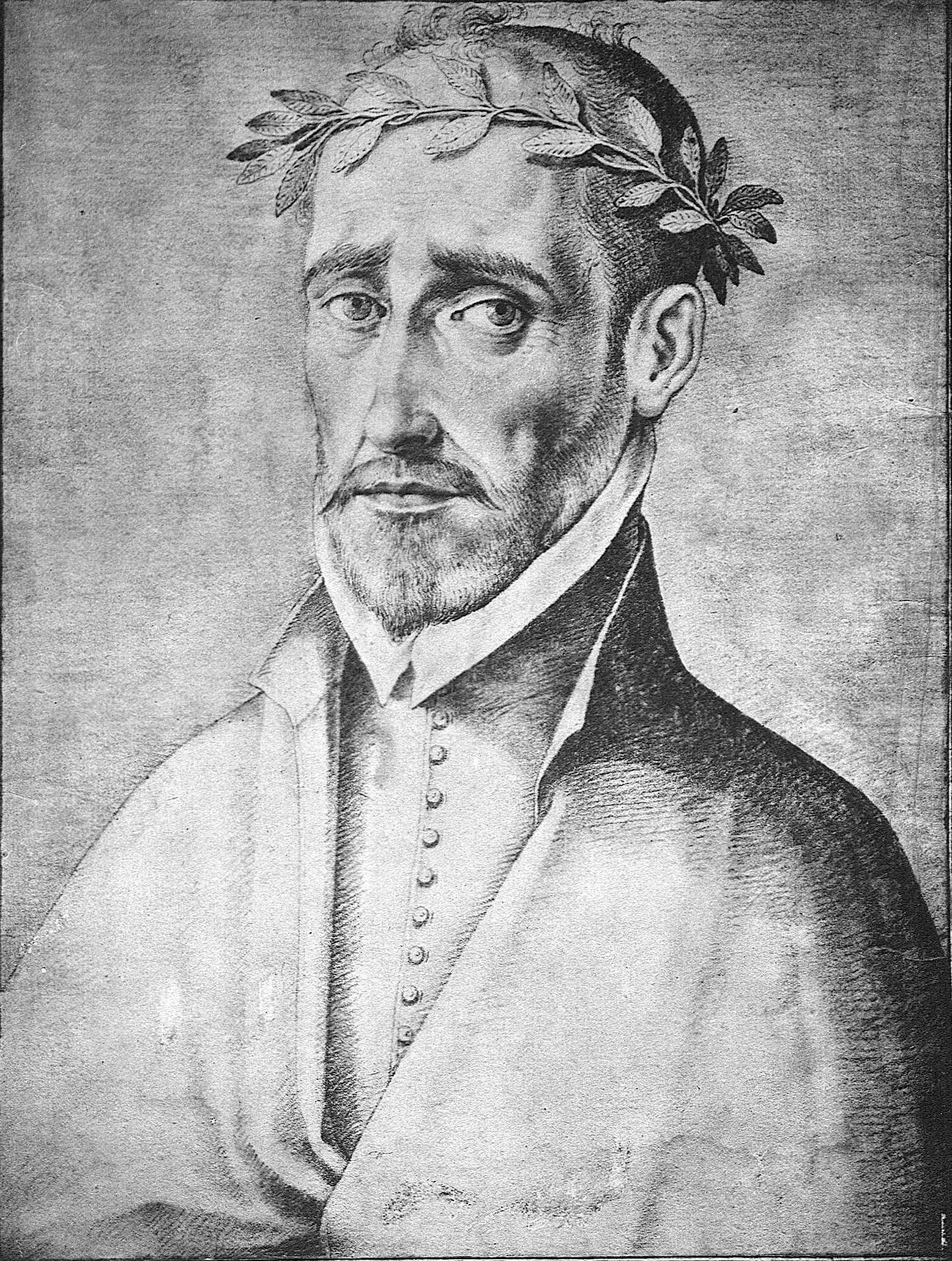
Fernando de Herrera

Fernando de Herrera, genannt el divino – "der Göttliche" (* um 1534 in Sevilla; † 1597 in Sevilla), war einer der bedeutendsten spanischen Lyriker, von dessen Leben nicht viel bekannt ist.
Vermutlich stammte er aus Sevilla und gehörte dem geistlichen Stand an.
Von seinen Poesien, von denen er nur eine kleine Anzahl selbst herausgab (Sevilla 1582), ist der größte Teil verloren gegangen, da die vollständige Handschrift kurz nach dem Tod des Dichters in Flammen aufging. Die übriggebliebenen gab sein Freund, der Maler Francisco Pacheco del Río, unter dem Titel Versos heraus (Sevilla 1619). Mit mehreren bis dahin ungedruckten vermehrt, bilden sie den 4. und 5. Band der Dichtersammlung des Don Ramón Fernández 'Madrid 1786, neue Aufl. 1808. Auch stehen sie im 32. Band der Biblioteca de autores españoles (das. 1854).
Sie bestehen aus Sonetten, Elegien, Oden und gehören zu den schönsten Erzeugnissen der spanischen Lyrik. Besondere Auszeichnung verdienen die Ode auf den Sieg nach der Seeschlacht von Lepanto und eine andere auf den Untergang des Königs Sebastian I. von Portugal in der Schlacht von Alcácer-Quibir.
Außer seinen Gedichten sind von Herrera noch zwei historische Schriften überliefert:
- Relacion de la guerra di Chipre y sucesos de la batalla naval de Lepanto (Sevilla 1572)
- Vida y muerte de Tomas Moro, chanciller de Inglaterra (das. 1592)

Auch hat er eine vortreffliche Ausgabe von den Gedichten des spanischen Feldherrn und Dichters Garcilaso de la Vega veröffentlicht:
- Anotaciones a las obras de Garcilaso (1580)